# مهرجان الذرة الحلوة
مهرجان الذرة الحلوه (بالانجليزيه Sweet Corn festival)، هو مهرجان سنوي يقام في انحاء الغرب الأوسط في نهاية الاسبوع ماقبل بداية العام الدراسي خلال فصل الصيف. يتم بيع عدد مختلف من البضائع في المهرجان، بداية من ذره حلوه علي الخبز وغيرها من البضائع المباعه من قبل البائعين وكذلك الاكشاك الصغيره التي تبيع كل شئ من الجواهر الي الاقراص المدمجة.حيث نجد بعض الباعة يأتي من خارج المقاطعة ليعدوا اكشاكهم للبيع في المهرجان. يستضيف المهرجان أيضا عروضا موسيقية يقوم بأداء تلك العروض الموسيقيه بعض الفرق الموسيقيه المحلية والمطربين.
المكان المقام فيه مهرجان الذرة الحلوة يضم: مدينة ويست بوينت، آيوا، ومدينة صن براري، ومدينة أديل، آيوا، ومدينة سيدار رابيدز، آيوا، ومدينة تشاتام، الينوي، هوبستون، الينوي
نشأ مهرجان هوبستون للذره الحلوه منذ 1938. وكان هوبستون جايزيز الراعي الرئيسي لاكثر من 70 عاما، ويحتوي على عدد من الانشطه مثل التي ذكرت اعلاه، بالاضافه الي مايسمي «بمهرجان الحبيب القومي» والمعترف به رسميا من قبل ملكة جمال أمريكا السابقه، فاز ثمانية متسابقات في هذه المسابقة في مسابقة ملكة جمال أمريكا، حدث بعد ذلك تغيير في منظمة ملكة جمال اميركا حيث أصبح لا يمكن للمتسابقات المشاركة في كلتا المسابقيتن في نفس الوقت.
لا يقوم المهرجان بفرض رسوم علي استخدام الذرة ولكن يكون هناك أكثر من 50 طن من الذرة سنويا. يتم طهي الذرة في مطعم كول ترينجتون والذي يقع في حديقة هوبستون عن طريق بخار متولد من محرك بخاري تقليدي والذي كان يستخدم في الحقول المحيطة ب هوبيستون.